# 香港仔魚類卸売市場

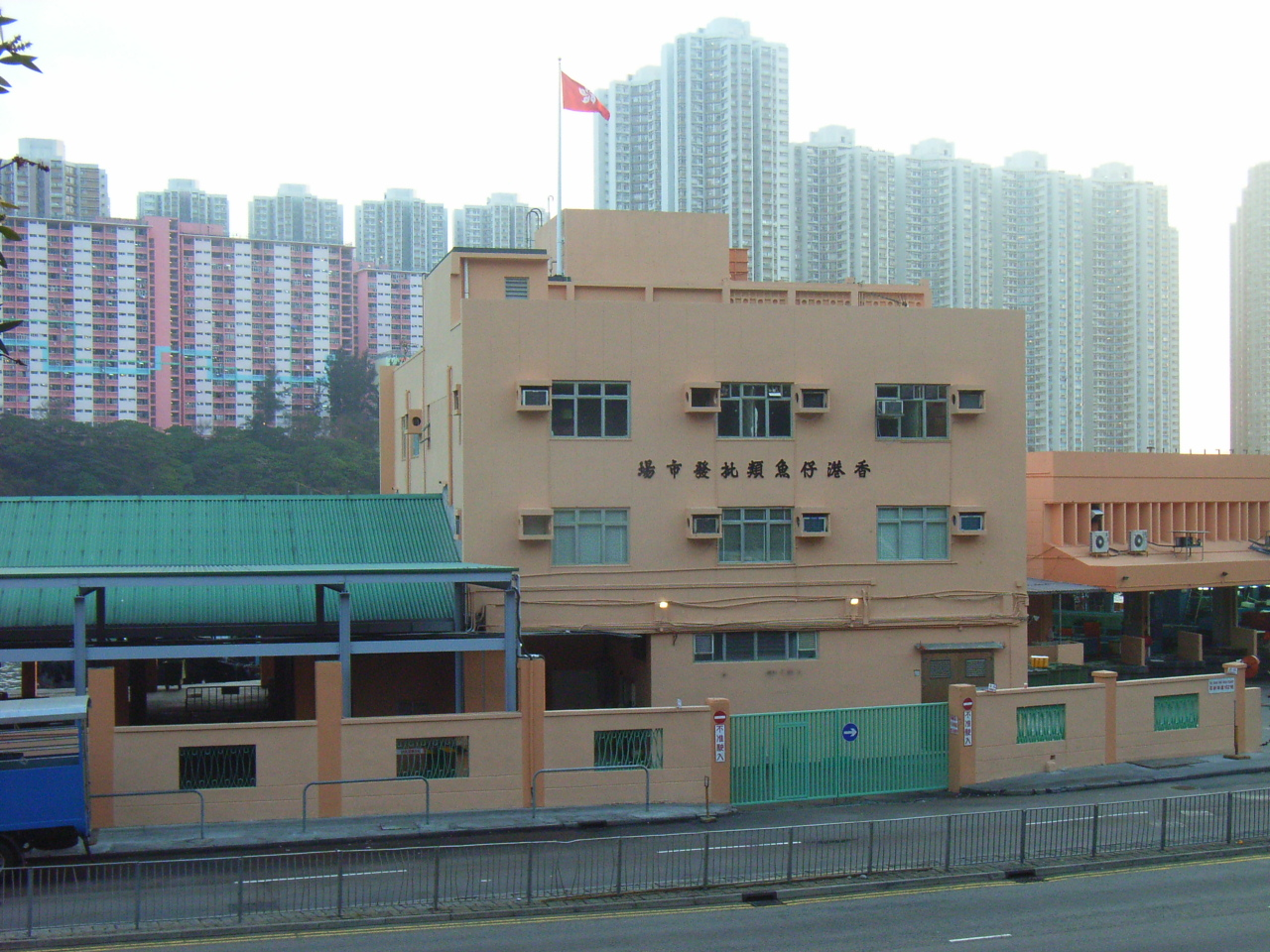
香港仔魚類卸売市場

香港仔魚類卸売市場 (ほんこんしぎょるいおろしうりいちば、繁体字中国語: 香港仔魚類批發市場）は香港 魚類統営処管轄の魚類卸売市場である。香港島 香港仔西避風塘の北岸、 香港仔海浜公園と田湾ジャンクションの間にある。看板の住所は石排湾道102号だが、魚市場道にある。市場西側には魚類統営処の本部がある。
香港仔魚類卸売市場の敷地面積は約15,700平方メートル、外観は柑子色で、事務所棟は三階建て構造、市場は平屋建て、岸壁には係船柱と漁船の荷卸しや貨物トラックへの積み替え作業用のスペースがある。
香港仔魚類卸売市場には生鮮、冷凍海産物取引といった主要業務以外に、海水提供、水産物加工などの業務を行う。また市場には、贈答品店、海鮮料理屋も入居している。
香港仔周辺は古くからの漁港であり、また市場周辺に海鮮料理屋が立ち並んでいることから、築地市場をモデルとした再開発を区議会が計画しているが、香港政府の“香港仔漁港計画”（香港仔漁人碼頭計劃）は沙汰やみとなっている。